# 1937-es női sakkvilágbajnokság (sakkolimpia)
A 6. női sakkvilágbajnokságot a 7. sakkolimpiával egyidejűleg, 1937. augusztusban rendezték meg Stockholmban. A Nemzetközi Sakkszövetség (FIDE) által szervezett versenyre a női sakkvilágbajnokságok történetének addigi legnépesebb mezőnye gyűlt össze: 16 ország 26 versenyzője mérkőzött.
A résztvevők nagy számára tekintettel ezúttal már nem körmérkőzés során dőlt el a világbajnoki cím sorsa, hanem a svájci rendszer egyik változatát, a Monrad-rendszert alkalmazták,  amelyben 14 fordulót játszottak.
A versenyt ezúttal is a csehszlovák színekben induló, de 1921 óta Angliában élő címvédő, Vera Menchik nyerte 100%-os eredménnyel, ezzel hatodszor is elhódította a világbajnoki címet. A második helyen az olasz Clarice Benini, a harmadikon holtversenyben a mezőny legfiatalabb résztvevője, a 18 éves lett Milda Lauberte és a német Sonja Graf végzett. Ezen a világbajnokságon indult először magyar versenyző, Faragó Klára, aki holtversenyben a 10–16. helyezést érte el.
A végeredmény:
|       | Versenyző             | Ország                    | Pont |
| ----- | --------------------- | ------------------------- | ---- |
| 1     | Vera Menchik          | Csehszlovákia             | 14   |
| 2     | Clarice Benini        | Olaszország               | 10   |
| 3–4   | Milda Lauberte        | Lettország                | 9    |
| 3–4   | Sonja Graf            | Németország               | 9    |
| 5     | Mary Bain             | Amerikai Egyesült Államok | 8½   |
| 6–7   | Mona May Karff        | Palesztina                | 8    |
| 6–7   | Nelly Fišerova        | Csehszlovákia             | 8    |
| 8–9   | Ingeborg Andersson    | Svédország                | 7½   |
| 8–9   | Mary Gilchrist        | Skócia                    | 7½   |
| 10–16 | Róża Herman           | Lengyelország             | 7    |
| 10–16 | Catharina Roodzant    | Hollandia                 | 7    |
| 10–16 | E. St. John           | Anglia                    | 7    |
| 10–16 | Anna Andersson        | Svédország                | 7    |
| 10–16 | Regina Gerlecka       | Lengyelország             | 7    |
| 10–16 | Faragó Klára          | Magyarország              | 7    |
| 10–16 | Edith Holloway        | Anglia                    | 7    |
| 17–20 | Barbara Fleröw-Bułhak | Lengyelország             | 6½   |
| 17–20 | Gisela Harum          | Ausztria                  | 6½   |
| 17–20 | Salome Reischer       | Ausztria                  | 6½   |
| 17–20 | Olga Menchik          | Csehszlovákia             | 6½   |
| 21–22 | F. Thomson            | Skócia                    | 6    |
| 21–22 | Ingrid Larsen         | Dánia                     | 6    |
| 23    | Katarina Beskow       | Svédország                | 5½   |
| 24    | A.M.S. O'Shannon      | Írország                  | 5    |
| 25    | Ruth Bloch Nakkerud   | Norvégia                  | 2    |
| 26    | Elisabeth Mellbye     | Norvégia                  | 1    |